# Frank Haubitz
Frank Haubitz (* 28. Februar 1958 in Dresden; † 24. Juli 2023 ebenda) war ein deutscher Lehrer und kurzzeitig parteiloser Politiker. Vom 23. Oktober bis zum 18. Dezember 2017 war er mit der kürzesten Amtszeit eines sächsischen Ministers seit 1990 sächsischer Staatsminister für Kultus. Zuvor und danach war er am Gymnasium Dresden-Klotzsche als Schulleiter tätig.

## Biografie
Frank Haubitz besuchte ab 1964 die 82. Polytechnische Oberschule „Siegfried Rädel“ im Dresdner Stadtteil Klotzsche. Sein Abitur machte er 1976 an der Erweiterten Oberschule (EOS) „Martin Andersen Nexö“ – Spezialschule für elektronische Industrie. Haubitz absolvierte von 1979 bis 1983 ein Lehramtsstudium in den Fächern Mathematik und Geographie an der Pädagogischen Hochschule Dresden, das er als Diplomlehrer abschloss. Seit 1983 arbeitete er als Lehrer an der 105. Polytechnischen Oberschule „Andrei Nikolajewitsch Tupolew“ in Dresden-Klotzsche. Ab 1990 leitete er diese Schule. Aus ihr ging 1992 das Gymnasium Dresden-Klotzsche hervor, als dessen Schulleiter Haubitz von der Schulgründung bis zu seiner Ernennung als Kultusminister fungierte. Nach seiner Amtszeit als Kultusminister kehrte er im Januar 2018 auf seine Stelle als Schulleiter des Gymnasiums Dresden-Klotzsche zurück.
Kurz vor seinem Ruhestand erlag er am 24. Juli 2023 im Alter von 65 Jahren den Folgen einer im Juni 2022 diagnostizierten Krebserkrankung.
Frank Haubitz war verheiratet und hatte zwei Kinder.

## Politik
Haubitz löste Kultusministerin Brunhild Kurth ab, die Ende September 2017 nach fünfeinhalb Jahren Amtszeit aus persönlichen Gründen ihren Rücktritt erklärt hatte. Dadurch wurde er Mitglied im Kabinett Tillich III. Mit der Übernahme des Amtes des Ministerpräsidenten durch Michael Kretschmer wurde Haubitz nicht erneut zum Kultusminister ernannt und hatte damit eine Amtszeit von lediglich acht Wochen. In dieser Zeit forderte er hauptsächlich die Verbeamtung der sächsischen Lehrer, was in den Reihen des Landtages auf Kritik stieß. Als Kultusminister folgte ihm Christian Piwarz nach.

## Engagement
Haubitz war von 1998 bis 2017 Vorsitzender des Philologenverbands Sachsen e. V., des sächsischen Berufsverbands für Gymnasiallehrer und Landesverbands des Deutschen Philologenverbands.